# Saint-Saire
Saint-Saire è un comune francese di 620 abitanti situato nel dipartimento della Senna Marittima nella regione della Normandia.

## Società

### Evoluzione demografica
Abitanti censiti